# Zaagmes

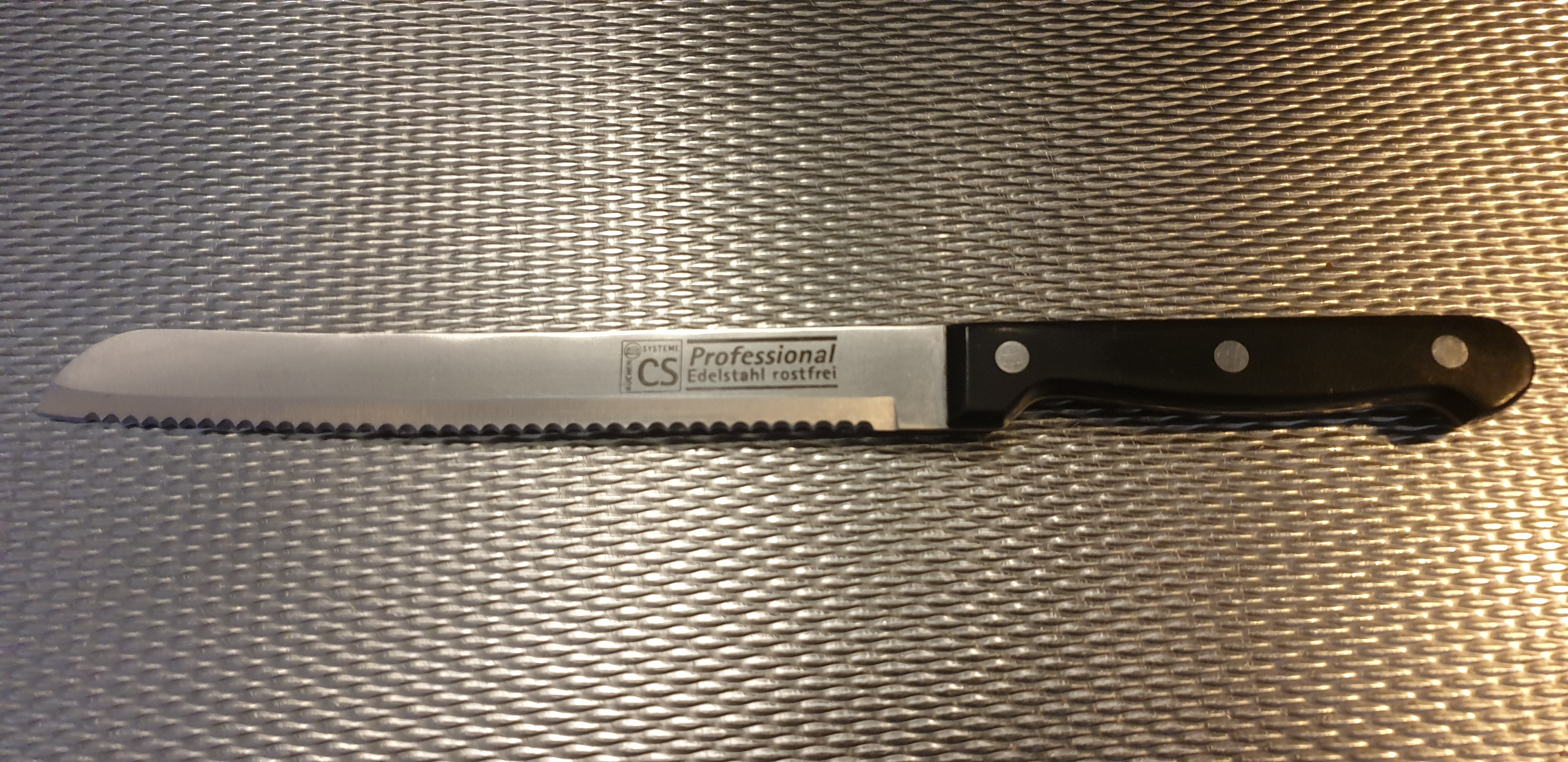
Zaagbroodmes

Een zaagmes is een mes met een getand blad, waardoor er niet mee wordt gesneden maar gezaagd. Keukenmessen met een zaagblad zijn er in verschillende uitvoeringen: Een broodmes wordt gebruikt om een biscuit of brood mee te snijden. Zo'n mes wordt ook gebruikt om -bijvoorbeeld- vlees te snijden of vis te fileren. We spreken dan wel eens van een keukenmes, maar dat hoeft geen zaagmes te zijn.
De oppervlaktestructuur van bepaald groente en fruit, zoals de tomaat, is eenvoudiger te doorsnijden met een fijn vertand zaagmes dan met een gewoon mes. Sommige tomatenmessen hebben daarom een lemmet bestaande uit twee delen: een scherp snijvlak én een zaagvlak.
Daarnaast zijn er ook buiten de keuken heel wat toepassingen: takken snoeien, gras trimmen, maar ook sommige onderdelen van zaagmachines noemt men zaagmessen.